# Il grande sogno (album)
Il grande sogno è un album di Roberto Vecchioni, pubblicato del 1984 dall'etichetta discografica CGD.

## Tracce
1. Il grande sogno (I)
2. Lettera da Marsala
3. Signor giudice
4. Mi manchi
5. Calle mai più*
6. Dentro gli occhi
7. La città senza donne
8. Samarcanda
9. Calle mai più (II)
10. Ridi Laura
11. A.R.
12. Ulisse e l'America
13. Pagando, s'intende
14. Il grande sogno (II)
15. Canzone in cerca d'autore
16. Carnival
17. Pesci nelle orecchie*

*non presenti nella versione cd, nonostante siano indicate sulle cover e sul cd (Incluse nell'edizione MC e CD di Bei Tempi come tracce 09 e 10).

## Formazione
- Roberto Vecchioni – voce
- Mauro Paoluzzi – chitarra acustica, cori, chitarra elettrica, basso, pianoforte, Fender Rhodes, sintetizzatore, batteria
- Pier Michelatti – basso
- Ellade Bandini – batteria
- Mike Fraser – pianoforte, Fender Rhodes
- Bruno Bergonzi – batteria
- Massimo Spinosa – basso
- Silvano Bolzoni – batteria
- Aldo Banfi – sintetizzatore
- Lele Melotti – batteria
- Alessandro Centofanti – Fender Rhodes, sintetizzatore, pianoforte
- Francesco De Gregori – armonica
- Amedeo Bianchi – sax